# 瑪麗安娜 (阿肯色州)
瑪麗安娜（英語：Marianna）是一個位於美國阿肯色州李縣的城市。根據2020年美國人口普查，該地人口為3575人，而該地的面積約為9.36平方千米。同時該地也是李縣的縣治。

## 地理
瑪麗安娜的座標為34°46′26″N 90°45′54″W / 34.77389°N 90.76500°W，而該地的平均海拔高度為69米（即226英尺）。